# Mankells Wallander: Rache
Rache (schwedisch: Hämnden) ist ein schwedisch-deutscher Fernsehfilm aus dem Jahr 2009.
Es handelt sich um die erste Folge der zweiten Staffel, also die insgesamt vierzehnte Folge der schwedischen Kriminalserie Mankells Wallander mit Krister Henriksson in der Hauptrolle. Die Erstaufführung in Schweden fand am 9. Januar 2009 auf TV4 statt; die deutschsprachige Erstausstrahlung erfolgte am 4. April 2010 auf Das Erste.

## Handlung
Wallander feiert mit seinem Team seinen Einzug in sein neues Haus am Meer. Zudem hat er nun einen Hund namens Jussi.
Da sprengt jemand das Elektrizitätswerk und in ganz Ystad fällt der Strom aus. In der Stadt findet gerade eine Mohammed-Ausstellung statt. Da wird trotz Personenschutz der Lokalpolitiker Eric Wester, der die Ausstellung ins Rathaus von Ystad geholt hat, mit zwei Schüssen in den Kopf und fünfzehn Schüssen in den Oberkörper erschossen. In dem Chaos, das durch den Stromausfall entsteht, explodieren zusätzlich zwei Autos.
Eine Zeugin hat in der Woche vor dem Stromausfall beim Elektrizitätswerk ein verdächtiges graugrünes Auto, möglicherweise einen Jeep, und einen Unbekannten gesehen. Nyberg findet heraus, dass der Saboteur des Elektrizitätswerkes mehrere Sprengsätze angebracht hat.
Zur gleichen Zeit treten die zwei Polizeianwärter Isabell und Pontus ihren Dienst an.
Im Rathaus sind E-Mails mit Drohungen gegen Wester eingegangen. Wallander beauftragt Isabell, mit Pontus Westers E-Mails durchzugehen. Trotz aller Bemühungen kommen Wallander und sein Team mit den Ermittlungen nicht weiter, weil zu wenig Polizisten verfügbar sind. Da meldet sich Katarina Ahlsell von der Staatsanwaltschaft, die das Ermittlungsverfahren leitet.
Isabell findet heraus, dass alle inzwischen fünf explodierten Autos in den zwei Wochen vorher als gestohlen gemeldet worden waren. Sie fährt mit Svartman zu den Besitzern, um sie zu befragen. Es erscheinen Jonathan Berglund und Frederik Wark, zwei Beamte von der Sicherheitspolizei, bei Martinsson, der die Fälle der explodierten Autos betreut, und verlangen Einsicht in die Akten. Aus den Aufnahmen der Überwachungskameras der Explosionen ergeben sich keine neuen Hinweise, den Autobesitzern ist vor dem Diebstahl ihrer Autos nichts Ungewöhnliches aufgefallen, allem Anschein wurde Plastiksprengstoff benutzt.
Wester wurde mit einer Glock 17 mit allen 17 Schüssen aus dem Magazin erschossen. Das Motiv scheint die Mohammed-Ausstellung zu sein. Neben der Sicherheitspolizei schaltet sich auch das Militär ein. Die Zeugin, die kurz vor der Explosion des Elektrizitätswerks den Unbekannten gesehen hat, beschreibt diesen im Fernsehen als arabisch aussehend. Da passiert ein weiterer Mord, diesmal an der 49-jährigen Britt Collin. Ihr pflegebedürftiger Ehemann wird ins Krankenhaus eingeliefert. Anscheinend steckt derselbe Täter dahinter wie bei Wester. Collin hat beim Arbeitsamt gearbeitet und zwei Aushilfskräfte für die Mohammed-Ausstellung vermittelt. Wie Pontus herausfindet, hat Wester wegen der Ausstellung zahlreiche Drohbriefe per E-Mail erhalten.
Da kündigt die Verteidigungsministerin ihren Besuch an.
Die Sicherheitspolizei verhaftet den Araber, den die Zeugin nach der Explosion des Elektrizitätswerks erkannt zu haben meint. Wie die Gerichtsmedizinerin herausfindet, wurde auch Britta Collin mit zwei Schüssen in den Kopf und fünfzehn Schüssen in den Oberkörper getötet.
Ihr Ehemann erkennt auf der Liste mit den Drohbrief-Absendern keinen Namen wieder. Während Wallander und Isabell ihn im Krankenhaus befragen, wird die Krankenschwester Gunilla Polhem erschossen. Als Wallander im Krankenhaus einen Verdächtigen verfolgt, kann Isabell verhindern, dass er durch einen Sprengsatz umkommt.
Martinsson findet heraus, dass die explodierten Autos alle in der Nähe der alten Baracke des ehemaligen Ystader Militärs gestohlen wurden, dort wurden sie möglicherweise auch versteckt. Laut Nyberg wurde der verwendete Plastiksprengstoff auch beim Militär eingesetzt.
Die Chefin der ermordeten Krankenschwester Polhem erzählt, dass vor einigen Jahren ein sechsjähriger Junge starb, weil sie am Personal sparen musste. In der Nacht, als der Junge starb, hatte Polhem Dienst. Wester war seinerzeit Bürgermeister, als das Ystader Militärregiment aufgelöst wurde. Der Soldat Lindström wurde durch die Regimentsauflösung arbeitslos und landete bei Britt Collin, die sich seiner Meinung nach zu wenig für ihn eingesetzt hat. Zudem machte er Polhem für den Tod seines Sohnes verantwortlich. Durch die Sprengung des Elektrizitätswerks und der Autos wollte er verdeutlichen, wie wichtig das Militär für die Gesellschaft ist. Nun hat Lindström Krebs und nicht mehr lange zu leben.
Wallander erfährt, dass Lindström bei der Eskorte für die Verteidigungsministerin dabei ist. Während ihrer Ansprache wird eine Terrorzelle ausgehoben.
Nach ihrer Ansprache nimmt er sie als Geisel und droht, den Marktplatz in die Luft zu sprengen. Wallander schafft es, auf ihn einzuwirken und lässt sich selber als Geisel nehmen. Lindström fährt mit Wallander zum Hafen und lässt ihn frei, gerät aber in seinem Auto ins Wasser, als Svartman angefahren kommt und Lindströms Auto ins Wasser stößt, wo Lindströms Sprengsatz explodiert.
Als Wallander mit Jussi spazierengeht, stellt er fest, dass Katarina Ahlsell seine neue Nachbarin ist.

## Kritiken
„Routinierter (Fernseh-)Krimi aus einer Serie, die sich an die Romane von Henning Mankell anlehnt. - Ab 16.“